# Penthesilea
Penthesilea (título original en alemán; en español, Pentesilea) es una ópera en un acto con música y libreto de Othmar Schoeck, basado en la pieza homónima de Heinrich von Kleist. Se estrenó el 8 de enero de 1927 en la Staatsoper de Dresde.
Es una ópera que nunca ha sido muy popular pero en la actualidad fue representada varias veces en Basilea, Dresde, Lubeca, Fráncfort, Bonn y Linz entre 2007 y 2019.

## Personajes
| Personaje           | Tesitura     | Reparto del estreno, 8 de enero de 1927 (Director: Hermann Ludwig Kutzschbach) |
| ------------------- | ------------ | ------------------------------------------------------------------------------ |
| Penthesilea         | mezzosoprano | Irma Tervani                                                                   |
| Meroe               | soprano      | Eugenie Burckhardt                                                             |
| Gran sacerdotisa    | mezzosoprano | Elfriede Haberkorn                                                             |
| Prótoe, una amazona | soprano      | Maria Rösler-Keuschnigg                                                        |
| Diomedes            | tenor        | Ludwig Eybisch                                                                 |
| Aquiles             | bajo         | Friedrich Plaschke                                                             |
| Heraldo             | barítono     | Paul Schöffler                                                                 |

## Argumento
Aquiles ha derrotado en batalla a Pentesilea, reina de las Amazonas, y, a continuación, se enamora de ella.
Debido a que una amazona no puede casarse con alguien que la haya vencido, Aquiles engaña a Pentiselea, haciéndole creer que ella lo ha vencido a él, y entonces ella se enamora de Aquiles. Pero luego, al enterarse de la verdad, su amor se torna en odio. 
Aquiles, para lograr casarse con ella, la desafía a otro combate, con el fin de presentarse sin armas, dejarse vencer y poder lograr su objetivo. Pentesilea acepta y, en la pelea, furiosa, lo mata.